# Eugène-François Vidocq
« Vidocq » redirige ici. Pour les autres significations, voir Vidocq (homonymie).
Eugène François Vidocq, né le 24 juillet 1775 à Arras et mort le 11 mai 1857 à Paris, est un aventurier, bagnard repenti, détective et chef de la police française, souvent considéré comme le père de la criminologie moderne et de la police de renseignements.
Né dans une famille bourgeoise, fils d'un boulanger prospère, il mène une jeunesse turbulente marquée par des actes de rébellion et de délinquance. Au début du XIXe siècle, alors qu’il est emprisonné pour ses crimes, il décide de se racheter en offrant ses services à la police. Il propose d’infiltrer le milieu criminel pour obtenir des informations, devenant ainsi un indicateur précieux pour les autorités. En 1811, il est nommé à la tête de la Sûreté, une brigade de police secrète qu’il transforme en une redoutable force de lutte contre le crime. Il est responsable de l’arrestation de centaines de criminels, démantelant des réseaux de voleurs et de faussaires qui sévissent dans la capitale. Malgré ses succès, sa position reste précaire, et il est contraint de démissionner en 1827, victime de rivalités internes et de la méfiance des hauts fonctionnaires.
Après sa démission, il se réinvente en fondant la première agence de détectives privés en 1833, le « Bureau des Renseignements ». Il continue d’utiliser des méthodes avant-gardistes, telles que les analyses balistiques et la recherche d’empreintes digitales, bien avant que ces techniques ne soient formalisées par la police. Cependant, son entreprise n’est pas sans controverses, et il est régulièrement accusé d’agir en dehors de la loi ou de manipuler les preuves pour parvenir à ses fins.
Vidocq est un personnage complexe, entouré d’une aura de mystère et de controverse. Il est marié à plusieurs reprises, mais sa vie personnelle est marquée par des relations tumultueuses et des scandales. Son parcours inspire de nombreux écrivains de l’époque, dont Victor Hugo, Honoré de Balzac et Alexandre Dumas, qui voient en lui une figure à la fois fascinante et inquiétante, oscillant entre le génie et la duplicité.

## Biographie

### Débuts
Fils de Nicolas François Joseph Vidocq (1743-1799) maître boulanger et marchand de blé et de Françoise Joseph Dion (1744-1824) Eugène François Vidocq naît le 24 juillet 1775 paroisse Saint-Géry à Arras, au 222, rue du Miroir-de-Venise (actuellement rue des Trois-Visages) dans une famille de petite bourgeoisie.
Intrépide, rusé et bagarreur, Eugène François commet divers larcins au cours de son enfance. Sa forte taille (à douze ans, il a une taille d'adulte) lui rend la besogne facile. À l'âge de treize ans, il vole des couverts en argent à ses parents. Son père l'envoie dix jours à la prison des Baudets (maison d'arrêt pour jeunes délinquants) pour lui apprendre à devenir honnête. À seize ans, il vole les économies de ses parents, 2 000 francs, et rejoint Ostende dans le but d'embarquer sur un bateau à destination de l'Amérique mais, dans cette ville portuaire, il est dépouillé. Pour survivre, il devient saltimbanque dans une troupe de cirque, puis colporteur avant de revenir à Arras. En 1791 il s'engage dans l’armée révolutionnaire. Il se bat alors à Valmy et à Jemappes. Il est renvoyé du 11e régiment de chasseurs à cheval le 28 mai 1793, après une dizaine de duels. Marie-Anne-Louise Chevalier, parce qu'enceinte, le contraint au mariage en 1794, le couple tenant une épicerie à Arras, mais lorsqu'il apprend qu'elle lui a fait croire qu'elle était enceinte, il la quitte après lui avoir volé toutes ses économies. Il poursuit alors une vie aventureuse de voleur et d'escroc entre Paris et le nord de la France, rejoignant même en 1795 les rangs de l'armée roulante.

### Le bagne

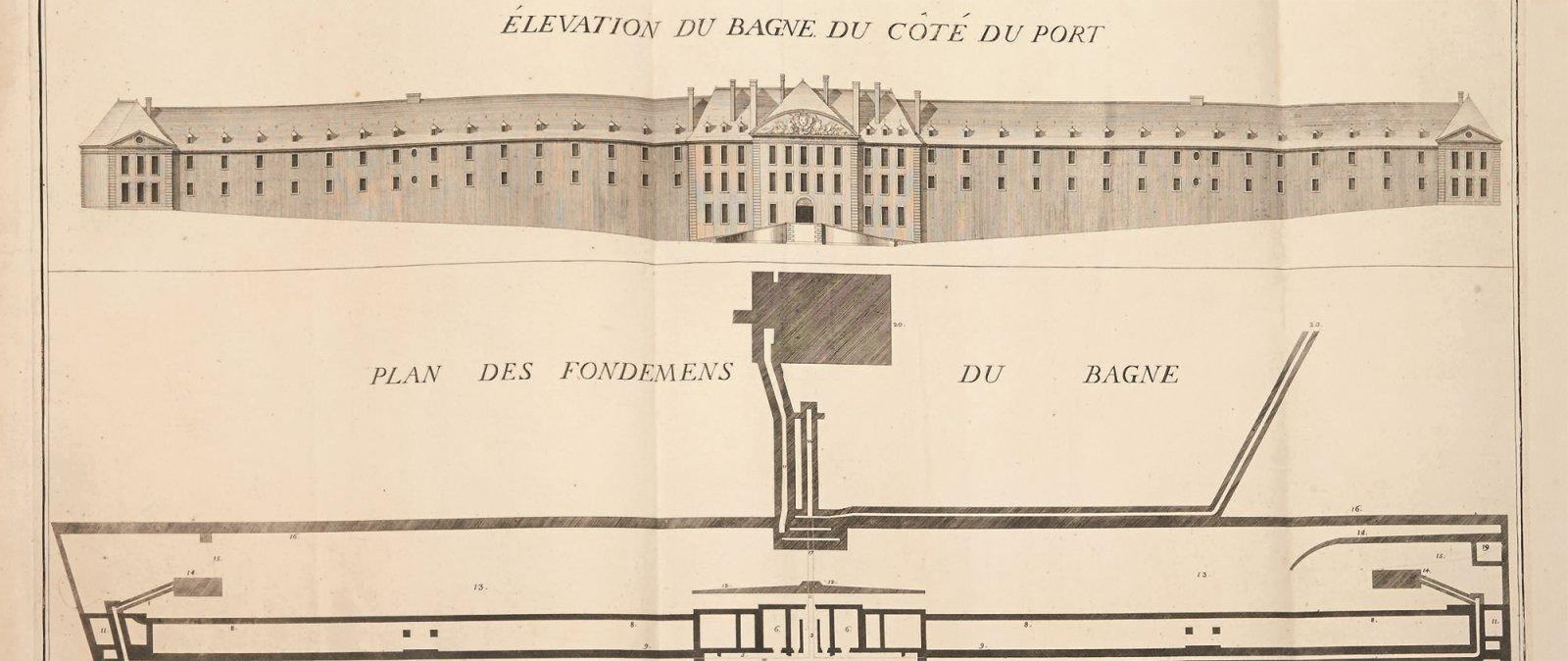
Élévation du bagne de Brest du côté du port et plan des fondations, par l'ingénieur Antoine Choquet de Lindu, 1757-1759.

Le 27 décembre 1796 il est condamné par le tribunal criminel de Douai à huit ans de travaux forcés pour « faux en écritures publiques et authentiques ». À Bicêtre, où il est initié à la savate par Jean Goupil, il est incorporé dans la chaîne de Brest, un groupe de forçats — que l'on enchaîne les uns aux autres — destiné au bagne de ce port. Le voyage, particulièrement éprouvant, dure vingt-quatre jours.
Le 20 mai 1797 la prison de Bicêtre mentionne dans ses registres le portrait suivant : « François Vidocq, marchand d'indienne, marié à Marie-Anne Chevalier, demeurant lors de son arrestation à Lille, département du Nord, et en deuxième, à Paris, rue Saint-Hugues, 4, cour Saint-Martin, âgé de 26 ans, natif d'Arras, département du Pas-de-Calais, taille 5 pieds 6 pouces, cheveux et sourcils blonds, front rond, nez aquilin long, yeux gris, bouche moyenne et de travers, menton rond et long, visage ovale, barbe blonde, ayant une cicatrice à la lèvre supérieure à droite et les oreilles percées... ».
Vidocq en profite pour tenter une première évasion en forêt de Compiègne. Ce premier échec ne le décourage pas. La chaîne de forçats parvient à Brest le 24 nivôse an VI (13 janvier 1798). La « chaîne » fait halte à l'entrée de Brest à l'hôpital de Pontanézen où on procède au déferrement des bagnards. Vidocq essaie à nouveau de fausser compagnie à ses gardiens, mais il se foule les deux chevilles en tentant de sauter du mur d'enceinte.
Huit jours après son arrivée il réussit à se procurer des vêtements de matelot qu'il dissimule dans l'arsenal où il travaille. Ayant réussi à se changer subrepticement, il quitte Brest sans être inquiété.
De nouveau arrêté en 1799, il est cette fois envoyé au bagne de Toulon, d'où il s'évade encore une fois, le 6 mars 1800. Il acquiert de cette façon auprès des gens du milieu un respect et une notoriété sans égale.

### La «sûreté»

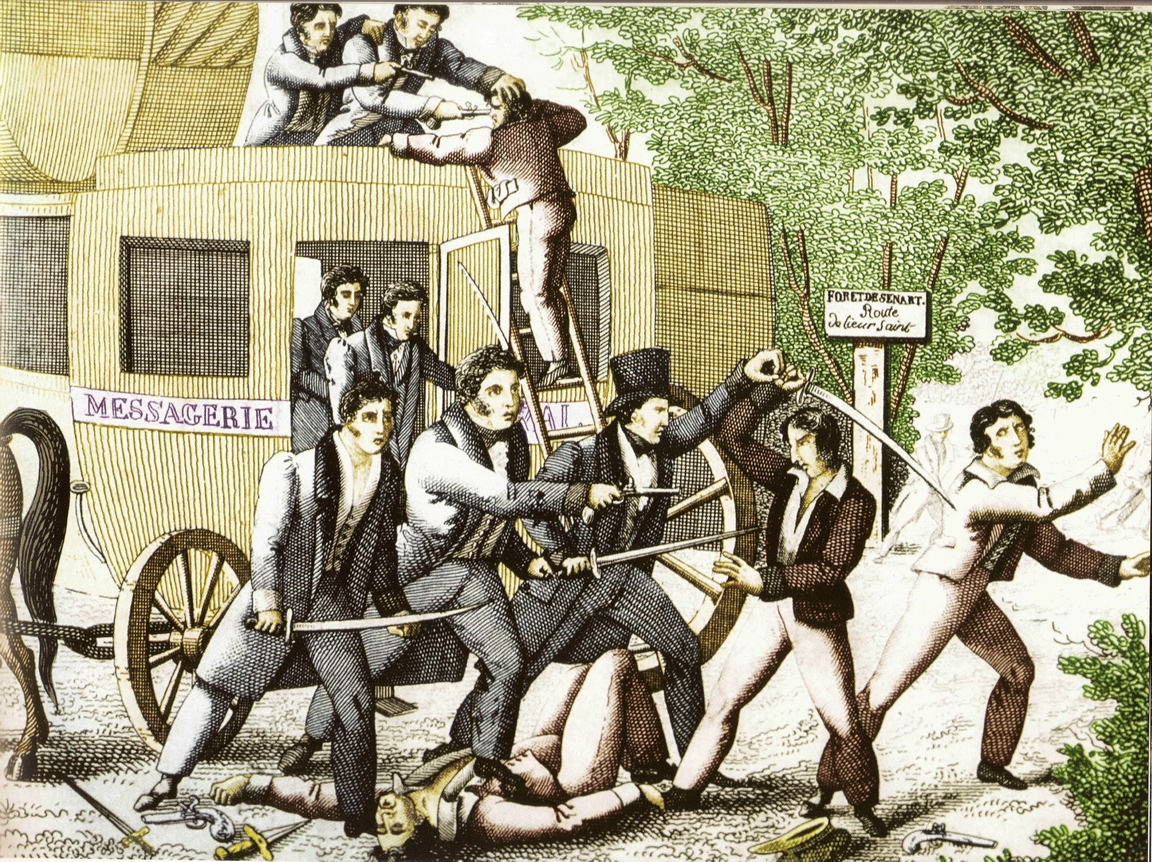
Vidocq arrête des brigands dans la forêt de Sénart (imagerie populaire, XIXe siècle).

En 1809, à nouveau arrêté, il propose ses services d'indicateur à la préfecture de police. Il la renseigne d'abord en étant mouchard dans les prisons de Bicêtre et de La Force.
En 1811 le préfet de police Pasquier le place officieusement (il ne le sera officiellement qu'une fois gracié en 1818) à la tête de la « brigade de sûreté », un service de police dont les membres sont d'anciens condamnés et dont le rôle est de s'infiltrer dans le « milieu ».
Excellent physionomiste, il repère toute personne, même grimée, qu'il a préalablement dévisagée (ayant vu cette personne une fois, il la reconnaît au premier regard). Il excelle lui-même dans l'art du déguisement.
L'urbanisation qui accompagne la révolution industrielle et la constitution des classes laborieuses que l'on observe à la fin de la Restauration transfèrent la peur du crime des zones rurales vers la ville, et c'est dans ce contexte qu'opère Vidocq. Ses nombreux succès et ses méthodes peu orthodoxes lui apportent autant d'admirateurs que de détracteurs. Ses hommes revendiquent trois fois plus de captures que les policiers classiques entre 1811 et 1827. Ces derniers tentent alors par tous les moyens de déstabiliser Vidocq.
En 1818 Louis XVIII lui accorde sa grâce par lettres patentes, ce qui lui rend ses droits civils.
Ses ennemis se trouvent dans la pègre, mais aussi au pouvoir. Par deux fois, ses supérieurs le font démissionner. Plusieurs personnes arrêtées par Vidocq l'accusent d'avoir monté les coups pour ensuite arrêter ceux qui y ont participé et, de cette manière, prouver son efficacité dans la lutte contre le crime. La justice ne retient pas ces allégations. La presse d'opposition n'en attaque pas moins le préfet Henri Gisquet, lui reprochant d'avoir simulé des attentats contre le roi Louis-Philippe Ier, entre autres provocations montées par son « ignoble » police symbolisée par la brigade de Sûreté peuplée d'anciens repris de justice. Un journal publie des caricatures qui exploitent la ressemblance physique entre Vidocq et le souverain. Le préfet de police finit par annoncer la réorganisation complète de la brigade de Sûreté afin de l'épurer. Comprenant que « l'administration supérieure [veut] réformer le personnel des agents qui serv[ent] sous [s]es ordres », le chef de la brigade de Sûreté prétexte l'état de santé de sa femme pour offrir sa démission le 15 novembre 1832, offre acceptée deux jours plus tard par la préfecture. Pierre Allard prend la tête de la nouvelle brigade de Sûreté et Louis Canler en devient le principal inspecteur,.
Vidocq revendiquera finalement plus de 16 000 arrestations.

### Le Bureau de renseignements pour le commerce

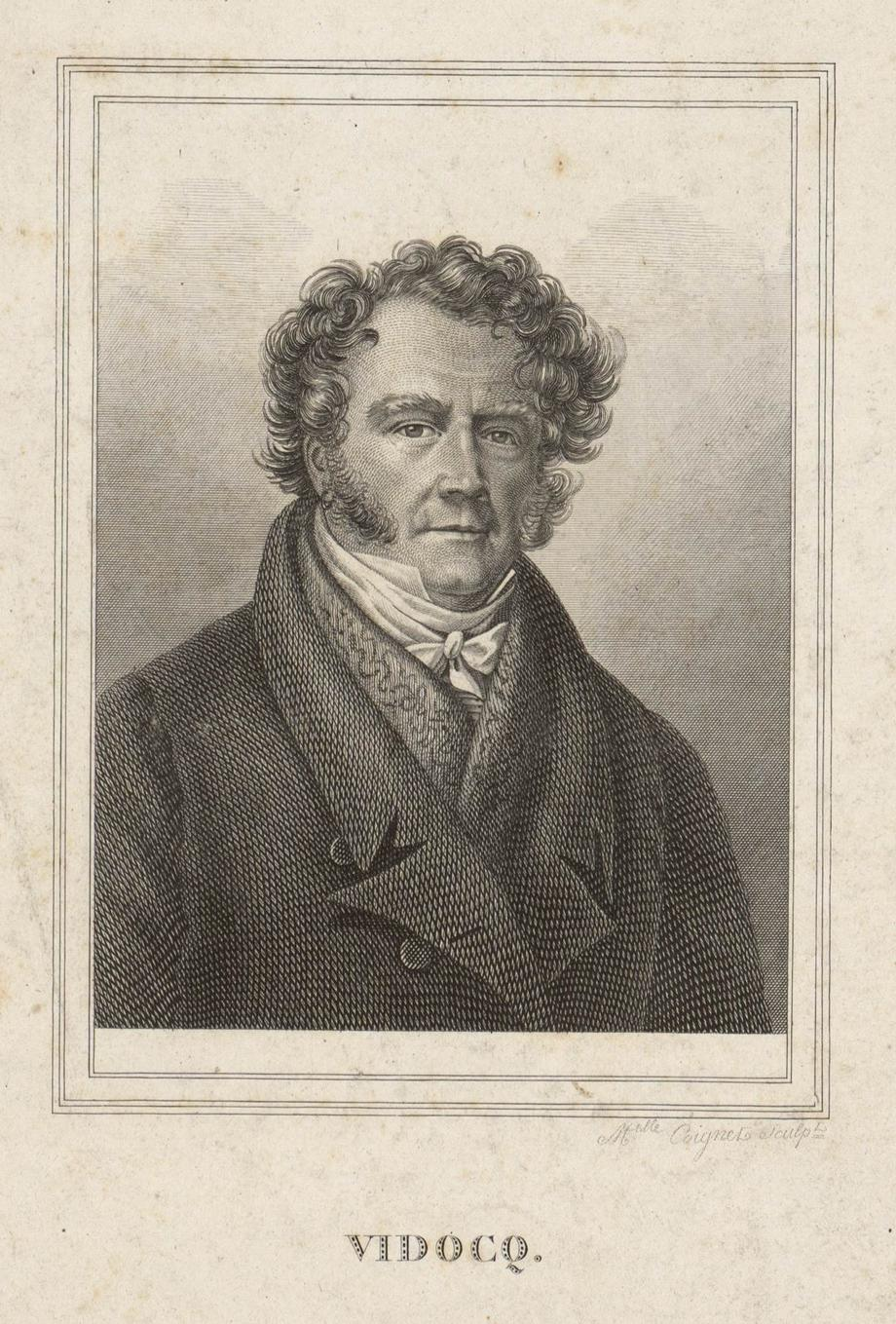
Portrait de Vidocq, gravé par Marie-Gabrielle Coignet.

En 1827, Vidocq démissionne de ses fonctions de chef de la « sûreté ». Il s'installe à Saint-Mandé, près de Paris, et crée une petite usine de papier. Il invente le papier infalsifiable. En 1828-29 il publie des Mémoires qui connaissent un grand succès et inspirent notamment à Honoré de Balzac son personnage de Vautrin.
Le 28 janvier 1830, il épouse à Saint-Mandé sa cousine germaine Fleuride-Albertine Maniez, de 18 ans sa cadette. Mais, ruiné par son affaire d'usine de papier, il redevient chef de la « Sûreté » le 31 mars 1832 — à cinquante-sept ans — et occupe ce poste durant sept mois, avant de démissionner le 15 novembre suivant à la demande du préfet Gisquet, qui souhaite « moraliser » ses équipes.
Quelques jours plus tard, ayant quitté définitivement le service public, il fonde le « Bureau de renseignements universels dans l'intérêt du commerce ». Sis au 12 de la rue Cloche-Perce à Paris,, cet établissement se consacre aux « recherches et explorations dans l'intérêt des personnes lésées, affaires contentieuses ».
Bien qu'il existe déjà à l'époque des centaines d'autres agences d'affaires non spécialisées, le « Bureau » de Vidocq s'en distingue progressivement grâce à une « double vocation » constituant sa marque de fabrique, observe l'historien Dominique Kalifa. En effet, l'ancien policier certifie pouvoir fournir aux commerçants, moyennant finances, des services de renseignement et de surveillance économique sur les auteurs d'escroqueries, plutôt que sur « les véritables négociants » ; de surcroît, il se consacre à « l'intérêt des familles » dans le cadre d'affaires d'adultères, de successions et de disparitions. Ainsi, sans camper Vidocq en « ce précurseur absolu que la tradition se plaît à reconnaître », Dominique Kalifa constate que son « Bureau de renseignements » représente bien un « prototype » de police privée.
Vidocq prétend enregistrer plus de 8 000 clients, et s'installe au 13, galerie Vivienne. Durant son procès il revendique la devise « Haine et guerre aux fripons, dévouement sans bornes au commerce ». En 1834 il fréquente les dîners de Benjamin Appert, où sont conviés de nombreux écrivains comme Balzac, Dumas et Hugo. L'agence ferme en 1837 par décision de justice : Vidocq est emprisonné à Sainte-Pélagie, puis acquitté au bout d'un an.

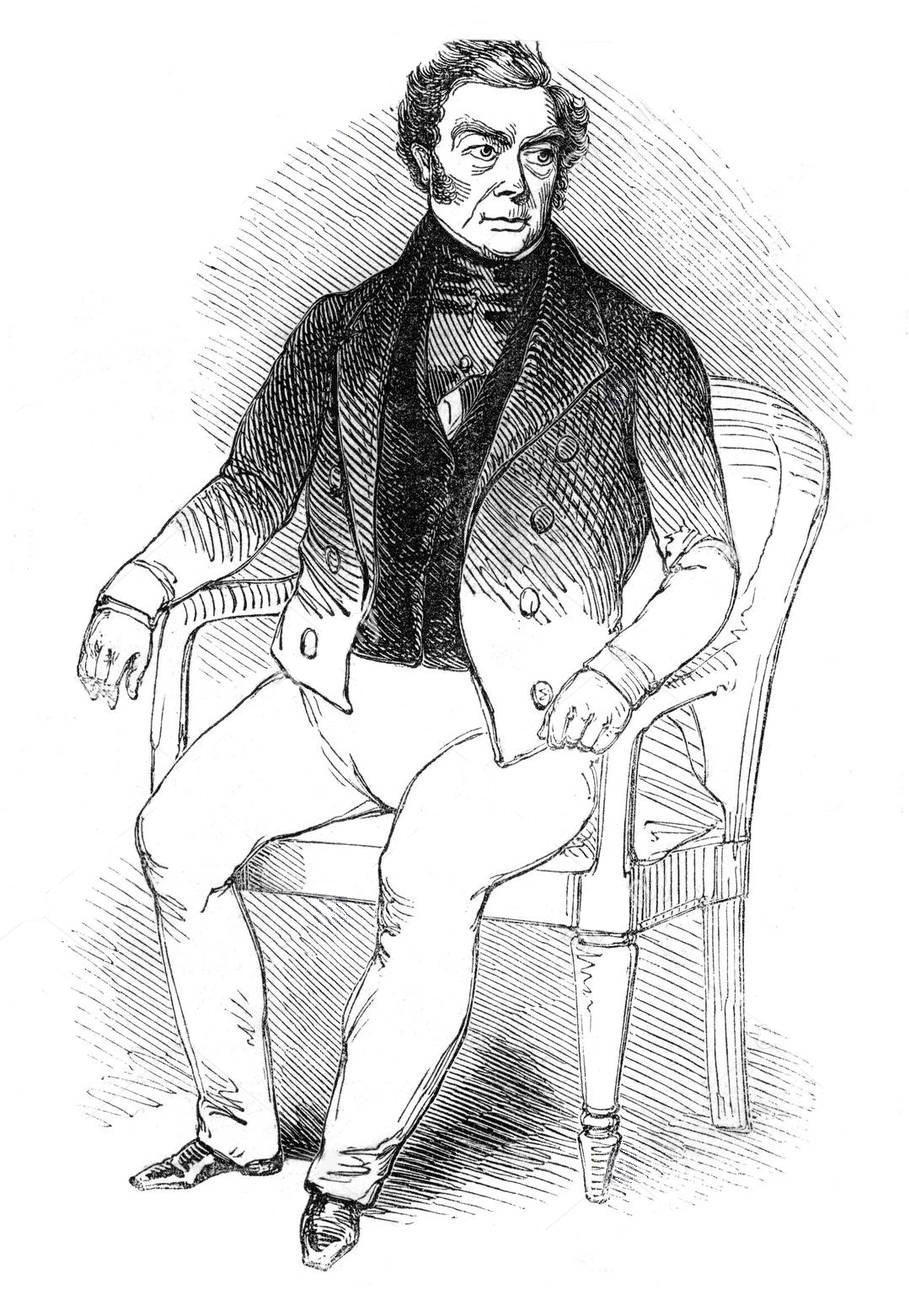
Gravure représentant Vidocq lors d'un séjour promotionnel dans la capitale britannique en 1845 (The Illustrated London News, 29 mars 1845).

En 1845, ruiné, Vidocq part pour Londres. Fort de sa légendaire réputation, il y donne des conférences payantes. Il y vend des brevets pour des inventions de sa conception : papier infalsifiable, serrure incrochetable.
En 1848, il reprend du service dans les renseignements français en se laissant emprisonner à la Conciergerie durant les émeutes du 15 mai et opère comme indicateur.
A la belle saison, Vidocq venait se reposer, pendant les 15 dernières années de sa vie, dans une villa des bords de Loire à La Chapelle-Saint-Mesmin dans le département du Loiret, près d'Orléans. Cette même villa avait été à la fin du XVIIIe siècle, la propriété de l'acteur de théâtre Brizard,.
En juillet 1854, le choléra frappe Vidocq à soixante-dix-neuf ans. Malgré son grand âge il parvient à survivre à la maladie infectieuse. Une seconde fois veuf depuis l'année 1847, il se console dans les bras de jeunes maîtresses, qu'il séduit en leur faisant successivement miroiter un riche héritage grâce à des testaments olographes sans valeur.
Le 30 avril 1857, la paralysie gagne ses jambes. Vidocq meurt le 11 mai 1857 à son domicile parisien, sis au 2, rue Saint-Pierre-Popincourt (actuellement 82, rue Amelot). Le jour suivant il est enterré dans la 20e division du cimetière du Père-Lachaise (ligne 4, fosse 11). Sa sépulture, relevée, n'existait plus à la fin du XIXe siècle,.

## Imaginaire populaire
Vidocq a encore aujourd'hui une place importante dans l'imaginaire populaire, française en particulier, grâce aux romans et, depuis quelques décennies, grâce à la télévision et au cinéma. En 2003, la Poste française émet un timbre à l'effigie du personnage dans le cadre d'une série « Destinées romanesques ».

## Dans les arts et la culture

### Littérature

#### Romans

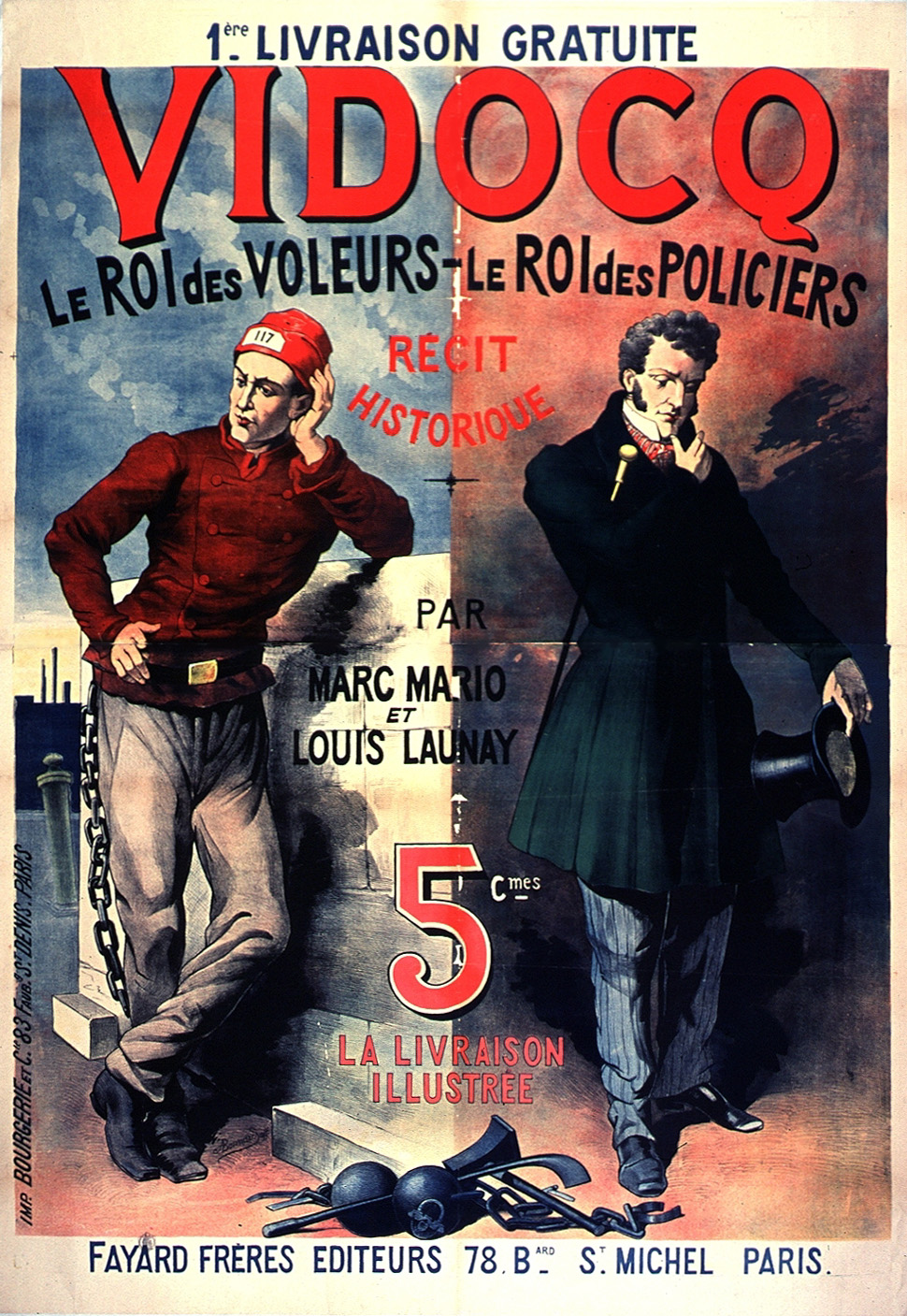
Vidocq, le roi des voleurs, le roi des policiers, roman historique publié en 1892.

En raison de sa notoriété amplifiée par la publication de ses mémoires, l'ancien bagnard devenu policier inspire de nombreux personnages littéraires au cours du XIXe siècle. Ainsi, Honoré de Balzac reprend plusieurs traits de Vidocq pour créer Vautrin dans La Comédie humaine tandis que dans Les Misérables, Victor Hugo « dissocie le forçat du policier en imaginant non pas un mais trois personnages, attribuant à Jean Valjean le bagne et les évasions, à Thénardier le crime, le statut de chef de bande, et la prison de La Force, à Javert l'espionnage et la police. »
- Rodolphe de Gerolstein dans Les Mystères de Paris d'Eugène Sue[47].
- M. Lecoq dans L'Affaire Lerouge d'Émile Gaboriau[réf. nécessaire].
- Le policier Jackal dans Les Mohicans de Paris d'Alexandre Dumas, père[47].
- Chéri-Bibi et son poursuivant l'inspecteur Costaud dans Chéri-Bibi de Gaston Leroux[48].

#### Bande dessinée
- Les Aventures véridiques du policier bagnard Vidocq, par René Giffey et R. Laude (1939) - Société parisienne d'édition
- Eugène Vidocq - First Great Detective, par Bernie Krigstein (1949) paru dans le comic book Justice Traps the Guilty no 8
- La Rédemption de Vidocq, par Gérald Forton et Octave Joly (1955) paru dans Spirou no 882, série Oncle Paul
- Le Père de la police moderne, par Gérald Forton et Octave Joly (1955) paru dans Spirou no 883, série Oncle Paul
- Vidocq, par Jean-Michel Charlier et Georges Langlais (GAL) (1957) paru dans Pistolin no 57
- Le Roi des policiers, par Jean-Michel Charlier et Georges Langlais (GAL) (1957) paru dans Pistolin no 58
- Les Aventures de François Vidocq, par Hans Kresse (1977).
- Personnage de premier plan de la série Alchimie, par Richard D. Nolane et Olivier Roman, Éditions Soleil (2010).
- Vidocq - T1 Le suicidé de Notre-Dame, par Richard D. Nolane (scénario), Sinisa Banovic (dessin) et Matteo Vatani (Coloriste), Éditions Soleil (2015)
- Vidocq - T2 Le complot Napoléon, par Richard D. Nolane (scénario), Sinisa Banovic (dessin) et Matteo Vatani (Coloriste), Éditions Soleil (2017)
- Vidocq - T3 Le cadavre des Illuminati, par Richard D. Nolane (scénario), Sinisa Banovic (dessin) et Matteo Vatani (Coloriste), Éditions Soleil (2019)
- Groupe de musique fictif présent dans le manga GTO LOST PARADISE par Toru Fujisawa, T4 (manga)

### Filmographie

#### Cinéma

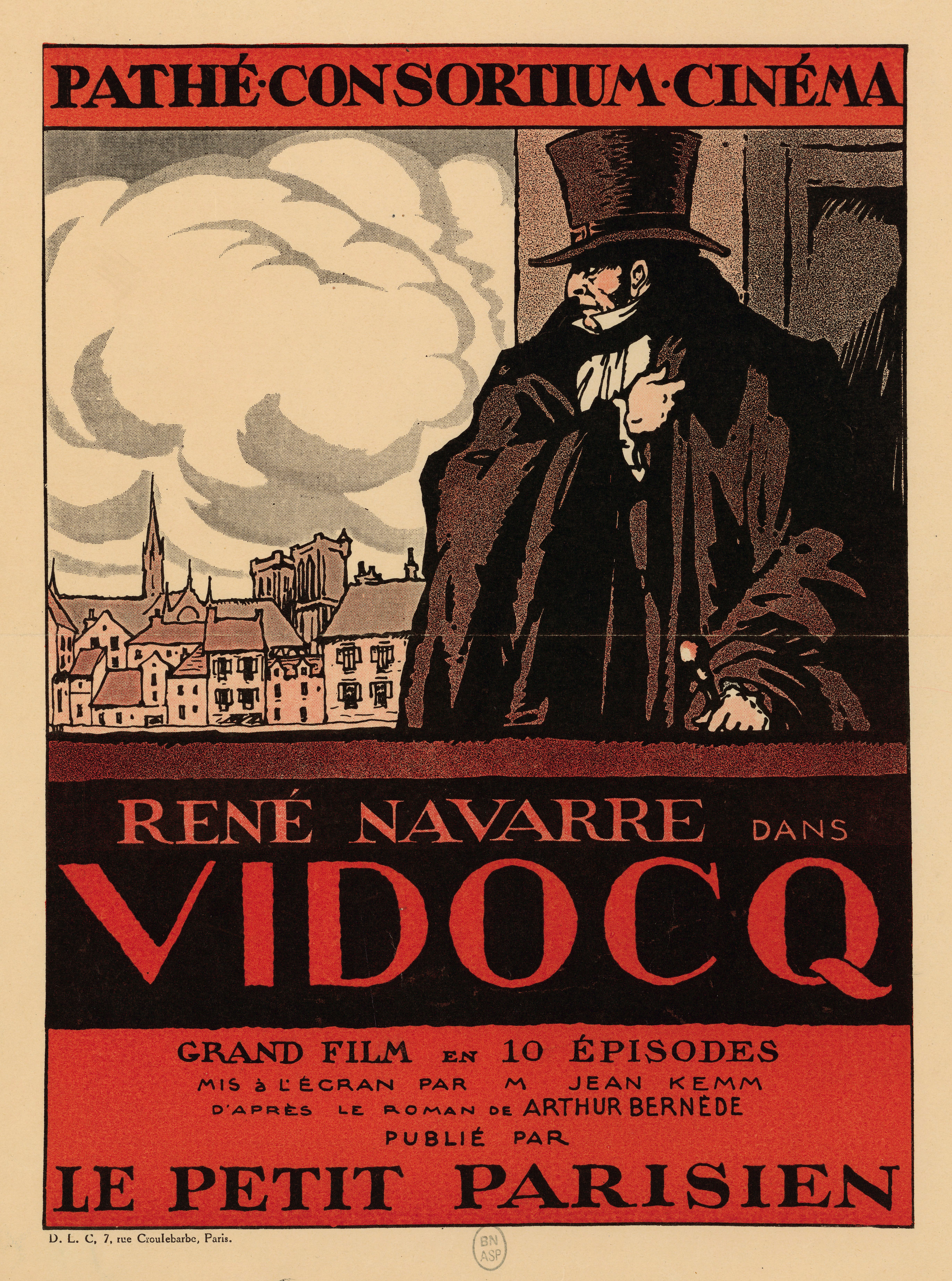
Affiche du film Vidocq, réalisé par Jean Kemm (1922-1923).

Haut en couleur, surtout en se basant sur ses mémoires, dont on sait qu'ils ont été remaniés, le personnage de Vidocq a été porté plusieurs fois à l'écran, successivement interprété par :
- 1909 : Harry Baur dans La Jeunesse de Vidocq ou Comment on devient policier, court métrage de Gérard Bourgeois. C'est la première apparition de Vidocq à l'écran. Baur reprit son rôle pour un autre court métrage de Gérard Bourgeois en 1911 : Vidocq.
- 1922 : René Navarre dans Vidocq, réalisé par Jean Kemm, sur un scénario d'Arthur Bernède adapté de son propre roman.
- 1939 : André Brulé dans Vidocq, réalisé par Jacques Daroy.
- 1946 : George Sanders dans Scandale à Paris (A Scandal in Paris), réalisé par Douglas Sirk. La vie de Vidocq est ici très romancée et prend plusieurs libertés par rapport à sa biographie.
- 1947 : Henri Nassiet dans Le Cavalier de Croix-Mort, réalisé par Lucien Ganier-Raymond.
- 1961 : Jean Martinelli dans Le Comte de Monte-Cristo, réalisé par Claude Autant-Lara.
- 1967 : Christian Barbier dans Lamiel de Jean Aurel.
- 2001 : Gérard Depardieu dans Vidocq, réalisé par Pitof. Vidocq enquête dans un contexte mêlant science-fiction et fantastique.
- 2018 : Vincent Cassel dans L'Empereur de Paris de Jean-François Richet.

#### Série
- 1952 : Luis van Rooten dans Monsieur Vidocq de Suspense de Robert Mulligan
- 1960 : Jean-Marie Amato dans Vidocq contre Coignard de L'histoire dépasse la fiction de Jean Kerchbron
- 1967 : Bernard Noël dans Vidocq.
- 1971 : Claude Brasseur dans Les Nouvelles Aventures de Vidocq.
- 1989 : Boris Rösner (en) dans Dobrodruzství kriminalistiky, épisode de Stopa[50].

##### Téléfilm
- 1972 : Paul Ehrlich dans François Vidocq : Rauber und Gendarm de Georg Marischka[51].
- 2010 : Bruno Madinier dans Vidocq, Le Masque et la Plume, téléfilm de Alain Choquart. Il s'agit d'un pilote d'une série télévisée qui ne fut pas commandée.

### Jeux vidéo
- Assassin's Creed Unity : le héros rencontre le jeune Vidocq durant la Révolution française[52]. Vidocq lui propose de résoudre des meurtres un peu partout dans Paris, qui prennent la forme d'une série de quêtes annexes.

### Prix Vidocq
Depuis 2019 le Prix Vidocq consacre la meilleure série policière française et est remis dans le cadre du Festival Séries Mania par un jury de professionnels de la sécurité intérieure (procureur, préfet, sûreté, renseignement, enquêteur, policier, gendarme...). Le trophée du prix représente sa canne.

## Œuvres

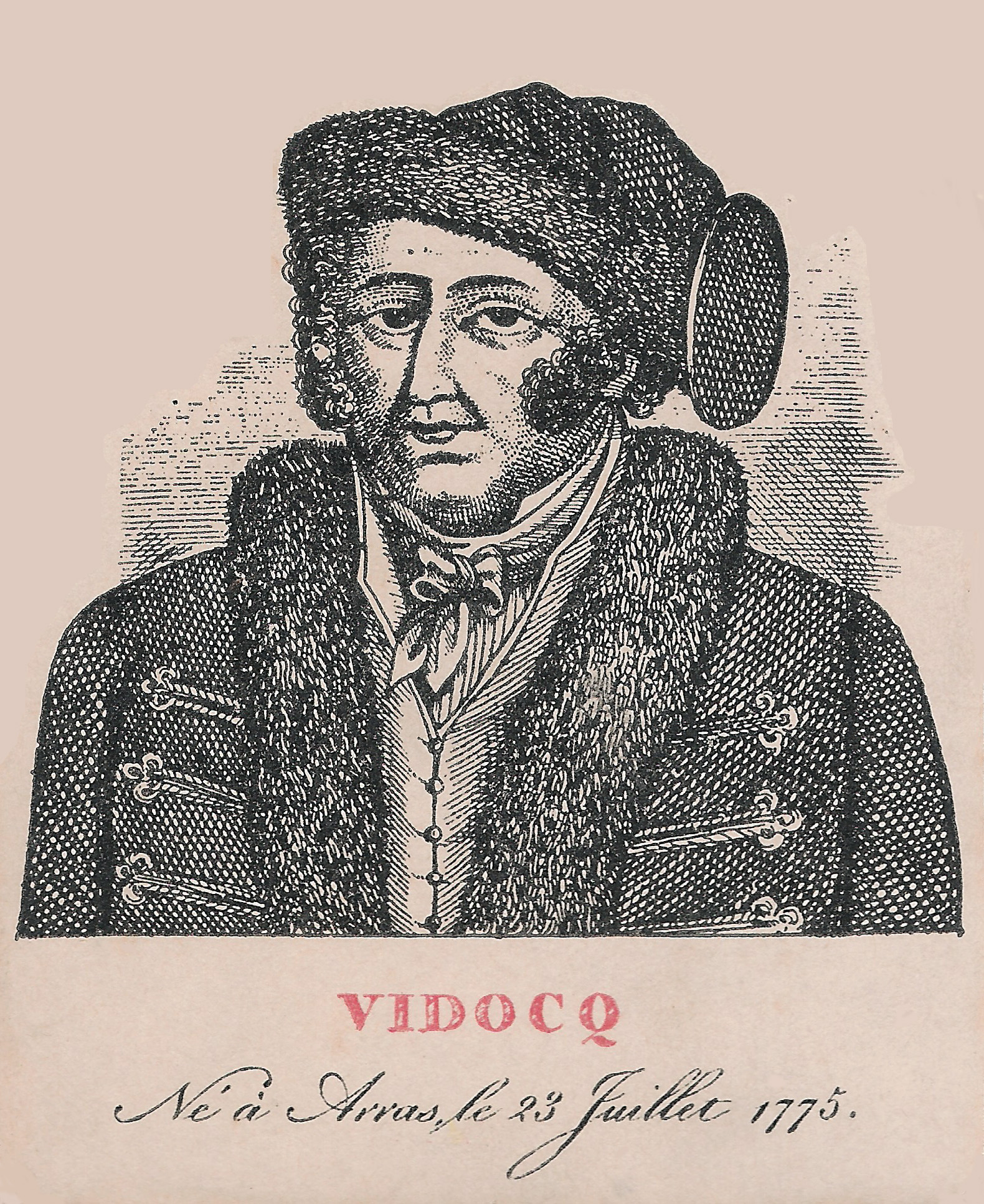
Représentation de Vidocq, imagerie populaire, XIXe siècle.

- Mémoires de Vidocq, chef de la police de Sûreté, jusqu'en 1827 (4 volumes, 1828-1829)

- Les Voleurs : physiologie de leurs mœurs et de leur langage (essai publié sous son nom, 1836)[58]
- Considérations sommaires sur les prisons, les bagnes et la peine de mort (essai, 1844)
- Les Vrais Mystères de Paris (roman, 1844)
- François Vidocq et Auguste Vitu (préf. Raymond Dumay, 1845), Les chauffeurs du Nord (roman), Paris, Club des éditeurs / Éditions du Seuil, 1959 (1re éd. 1958), 371 p., in-16° (OCLC 458547095, BNF 31573764, SUDOC 105866342, présentation en ligne).